# عقرب‌ماهی دندان‌اره‌ای
عقرب‌ماهی دندان‌اره‌ای (نام علمی: Brachypterois serrulata) نام یک گونه از سرده کوتاه‌باله‌ها است.